# Kościół Saint-Léon IX w Nancy
Kościół Saint-Léon IX  (nazwa w pol. kościół św. Leona IX) – rzymskokatolicki kościół w Nancy, dedykowany św. Leonowi IX. Administracyjnie należy do diecezji Nancy. Jest kościołem parafialnym w parafii Saint-Jean de la Commanderie.

## Historia
22 stycznia 1859 roku Alexis Basile Alexandre Menjaud, biskup Nancy i Toul, zlecił księdzu Eugène’owi Alexisowi Noëlowi zbudowanie nowego kościoła parafialnego i szkoły. Teren nowej parafii wydzielono z parafii St. Sébastien et St. Vincent – St. Fiacre dedykując ją Brunonowi, hrabiemu Egisheim-Dagsburg, który w latach 1026–1052 był biskupem Toul, a w latach 1049–1054 papieżem (jako Leon IX; później kanonizowany). Parafia liczyła wówczas 2 090 mieszkańców. 25 sierpnia 1860 roku otwartą tymczasową kaplicę, a po czterech miesiącach rozpoczęto wznoszenie nowego kościoła. 10 listopada 1862 roku, po ukończeniu nawy głównej, urządzono tymczasowy chór odprawiając w nim pierwszą mszę. 17 października 1864 roku ukończono wieżę północną zawieszając w niej pięć dzwonów. Wojna francusko-pruska z lat 1870–1871 oraz brak funduszy spowolniły prace budowlane, które wznowiono dopiero 23 marca 1874 roku. Ukończono je wraz ze zbudowaniem wieży południowej i urządzeniem dziedzińca. 19 kwietnia 1877 roku, w uroczystość świętego Leona IX, biskup Joseph-Alfred Foulon poświęcił kościół. Trwały prace wykończeniowe. W 1903 roku Victor Huel zbudował tympanon nad portalem głównym, a w 1927 roku Auguste Vallin – tympanony nad portalami bocznymi.
W latach 1979–80 w następstwie zaleceń Soboru Watykańskiego II przebudowano prezbiterium.
W 1991 roku miasto Nancy gruntownie odrestaurowało kościół z zewnątrz, a w jego wnętrzu zainstalowało oświetlenie.

## Architektura
Kościół został zbudowany w stylu neogotyckim, z prezbiterium skierowanym na zachód. Nawy boczne są dwa metry niższe od nawy głównej. Projektując wieże architekt inspirował się wieżami gotyckiego kościoła Saint-Martin w Pont-à-Mousson, natomiast pozostała część fasady jest jego autorstwa.

## Wnętrze
Po obu stronach prezbiterium widoczne są wnęki po rozpoczętym, ale nie zrealizowanym obejściu.
Ołtarz główny oraz ołtarz z transeptu, poświęcony Najświętszemu Sercu i Maryi Królowej Niebios (Sacré-Cœur et à Marie Reine des Cieux) zostały zbudowane z marmuru. Ołtarze kaplic bocznych, zbudowane przez Noëla i Perrona z kamienia i mozaiki, poświęcone zostały: św. Wincentemu a Paulo, św. Alfonsowi Liguori, św. Józefowi i św. Piotrowi Fourier. Zdobią je płaskorzeźby przedstawiające sceny z życia tych świętych. W oknach kościoła znajdują się witraże, zrealizowane przez różnych artystów. Te nad ołtarzami bocznymi: przedstawiają sceny z życia świętych, którym poświęcone są ołtarze. Witraż w transepcie północnym przedstawia scenę Zesłania Ducha Świętego flankowaną Wniebowzięciem i Zwiastowaniem, a w południowym – Ostatnią Wieczerzę, uzupełnioną widokami Jezusa błogosławiącego dzieci i Jezusa spotykającego Samarytankę przy studni. Witraż na skrzyżowaniu naw przedstawia Trójcę Świętą, a rozeta na fasadzie – Chrystusa (w środku), proroków: Mojżesza, Ezechiela, Izajasza, Jeremiasza i Dawida (w pierwszym kręgu) oraz Dwunastu Apostołów (w zewnętrznym kręgu).

### Organy
Wielkie organy (Grand-Orgue) zbudował w 1889 Aristide Cavaillé-Coll. Zostały one zainaugurowane 14 marca tego samego roku. W latach 1972–1975 organy zostały niefortunnie przebudowane przez zakład Gonzalez de Rambervillers.
Pierwszymi instrumentem piszczałkowym kościoła do czasu budowy wielkich organów przez Cavaillé-Colla były organy znajdujące się obecnie w apsydzie. Zostały zbudowane przed latami 60. XIX wieku przez nieznanego budowniczego.

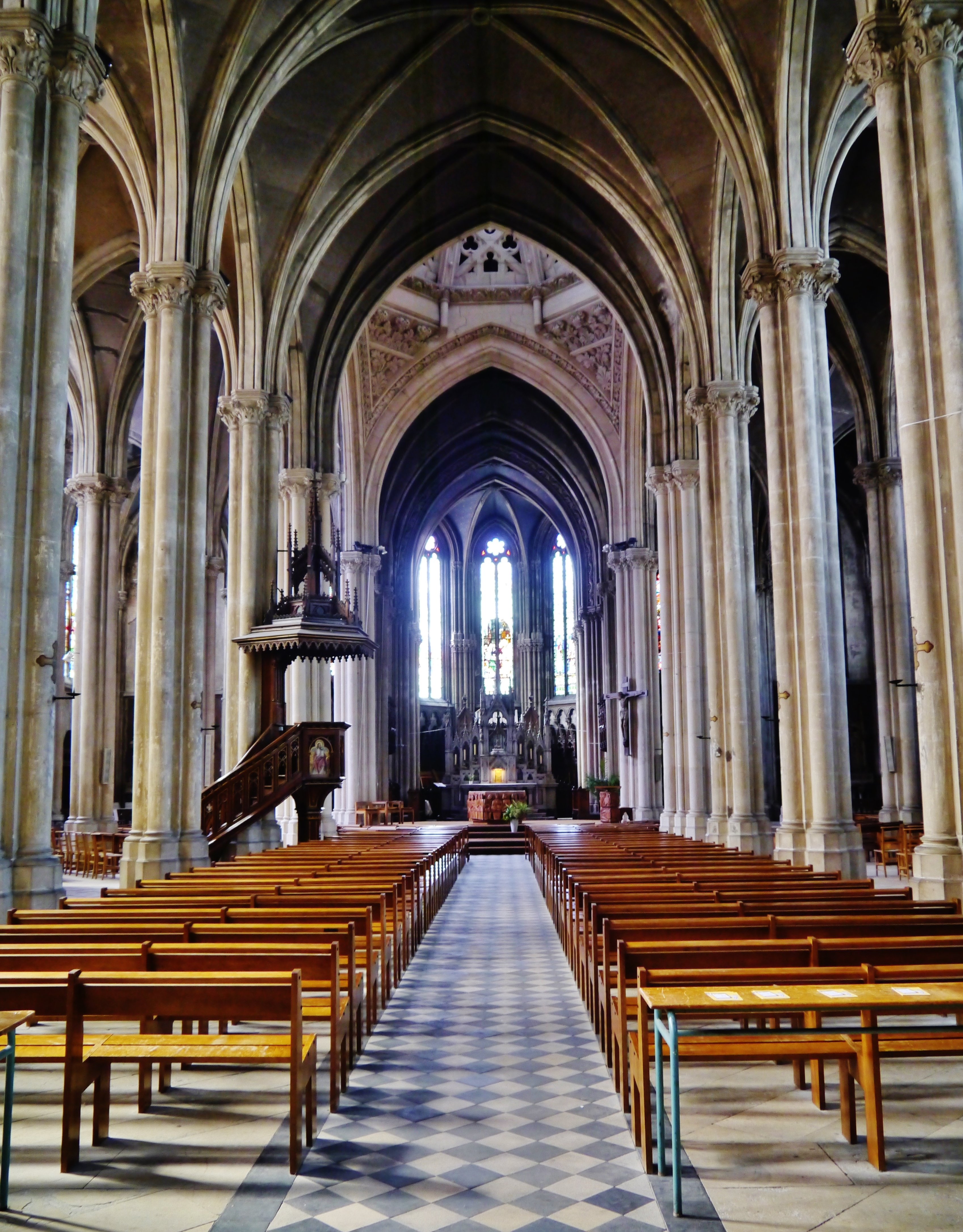
Wnętrze – widok na prezbiterium
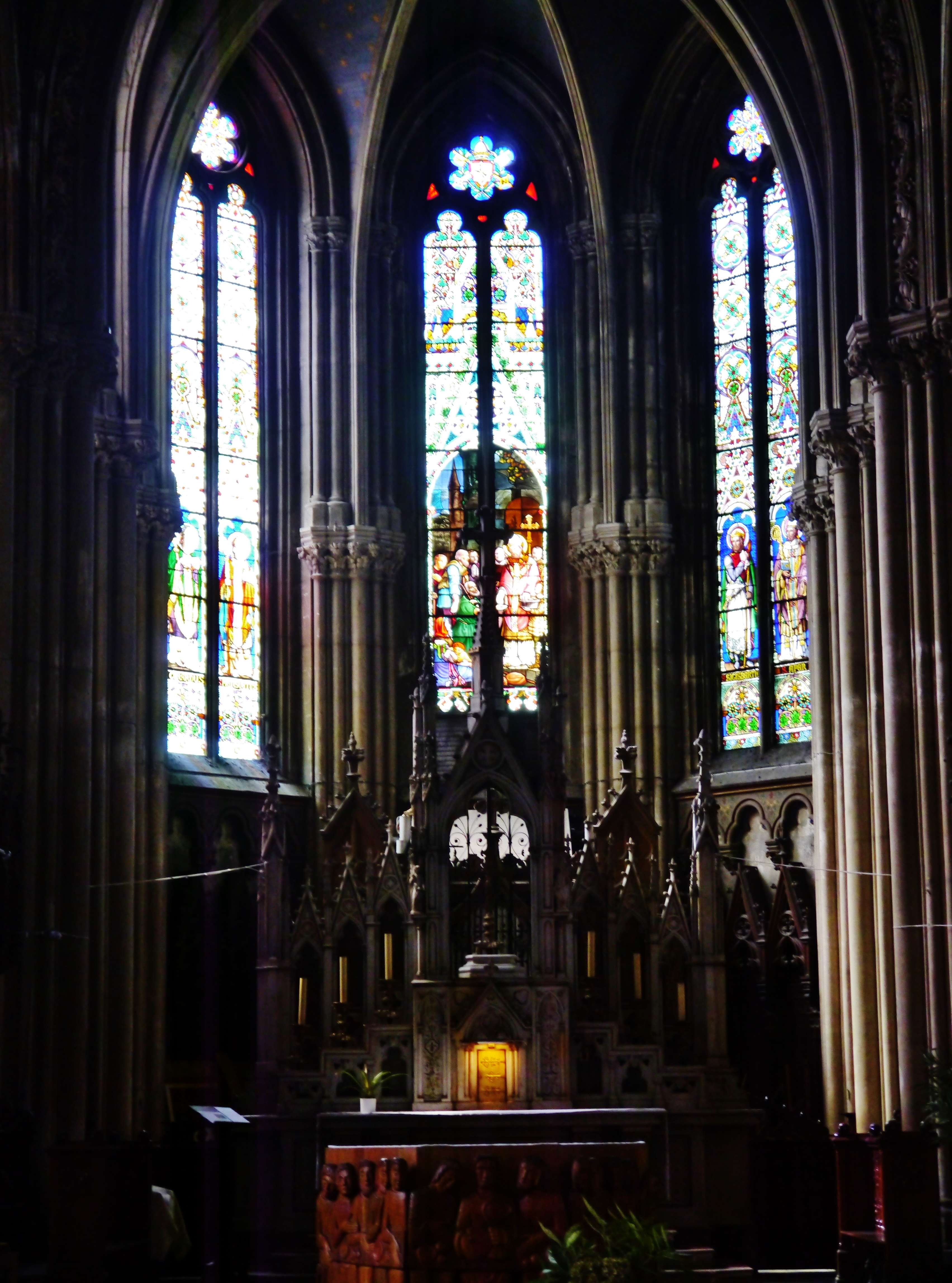
Ołtarz główny
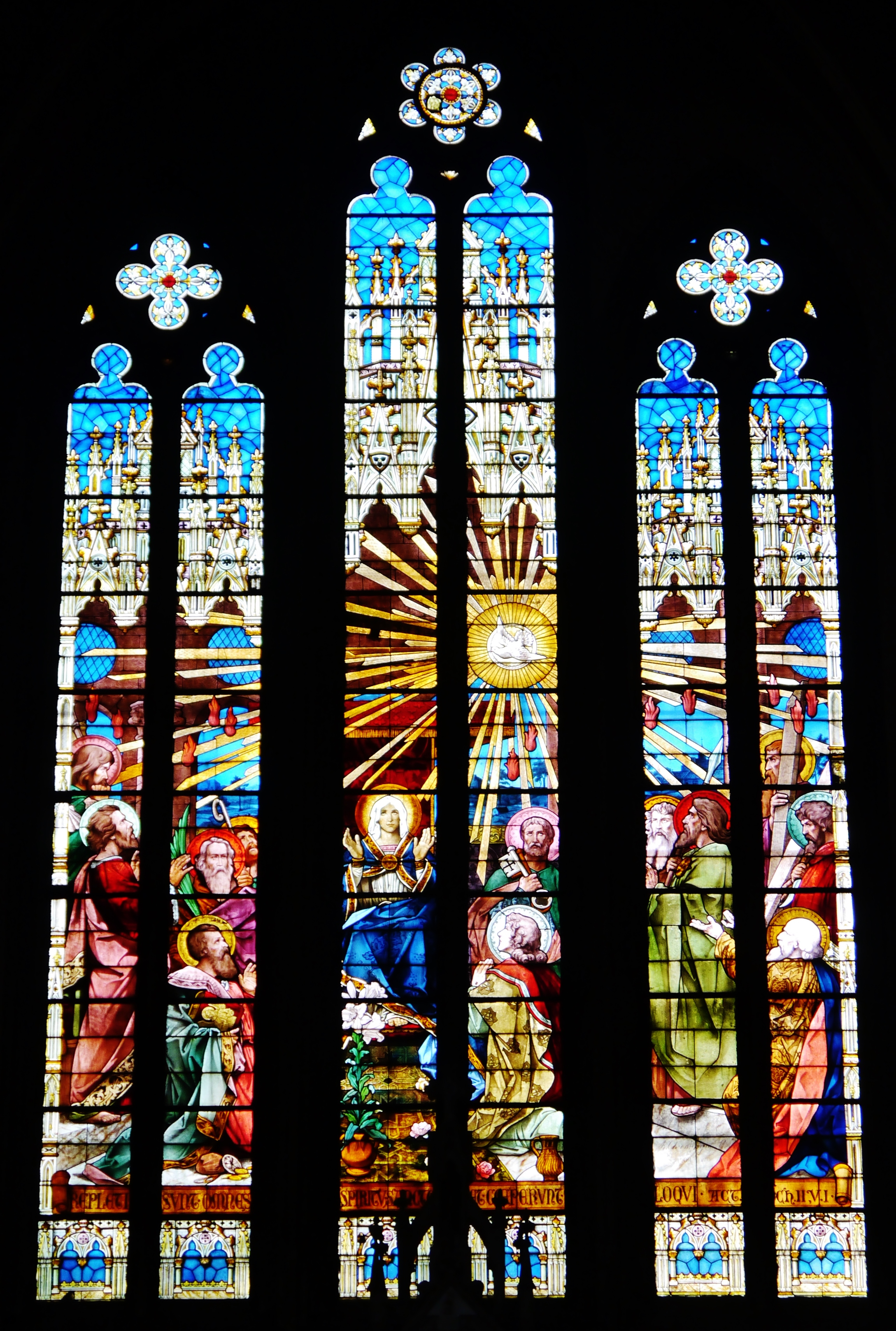
Zesłanie Ducha Świętego
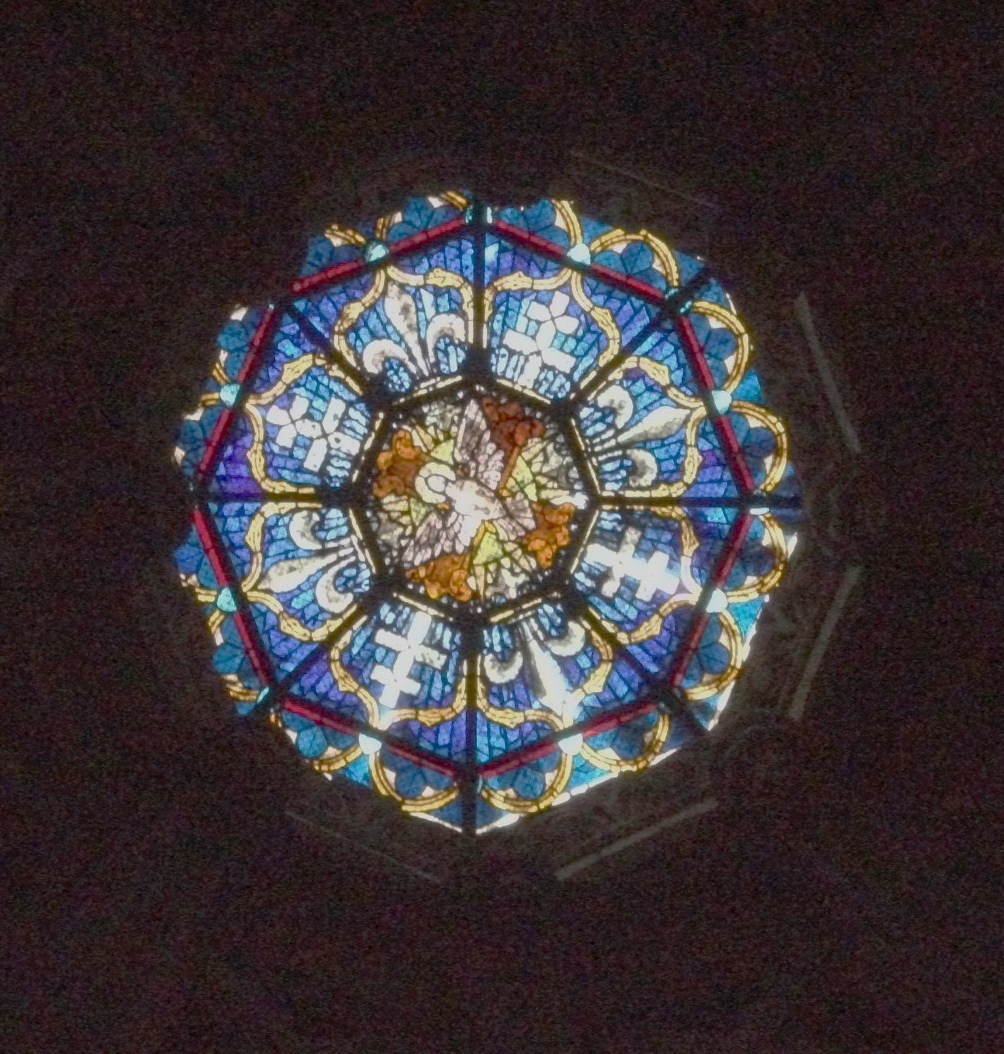
Witraż na skrzyżowaniu naw
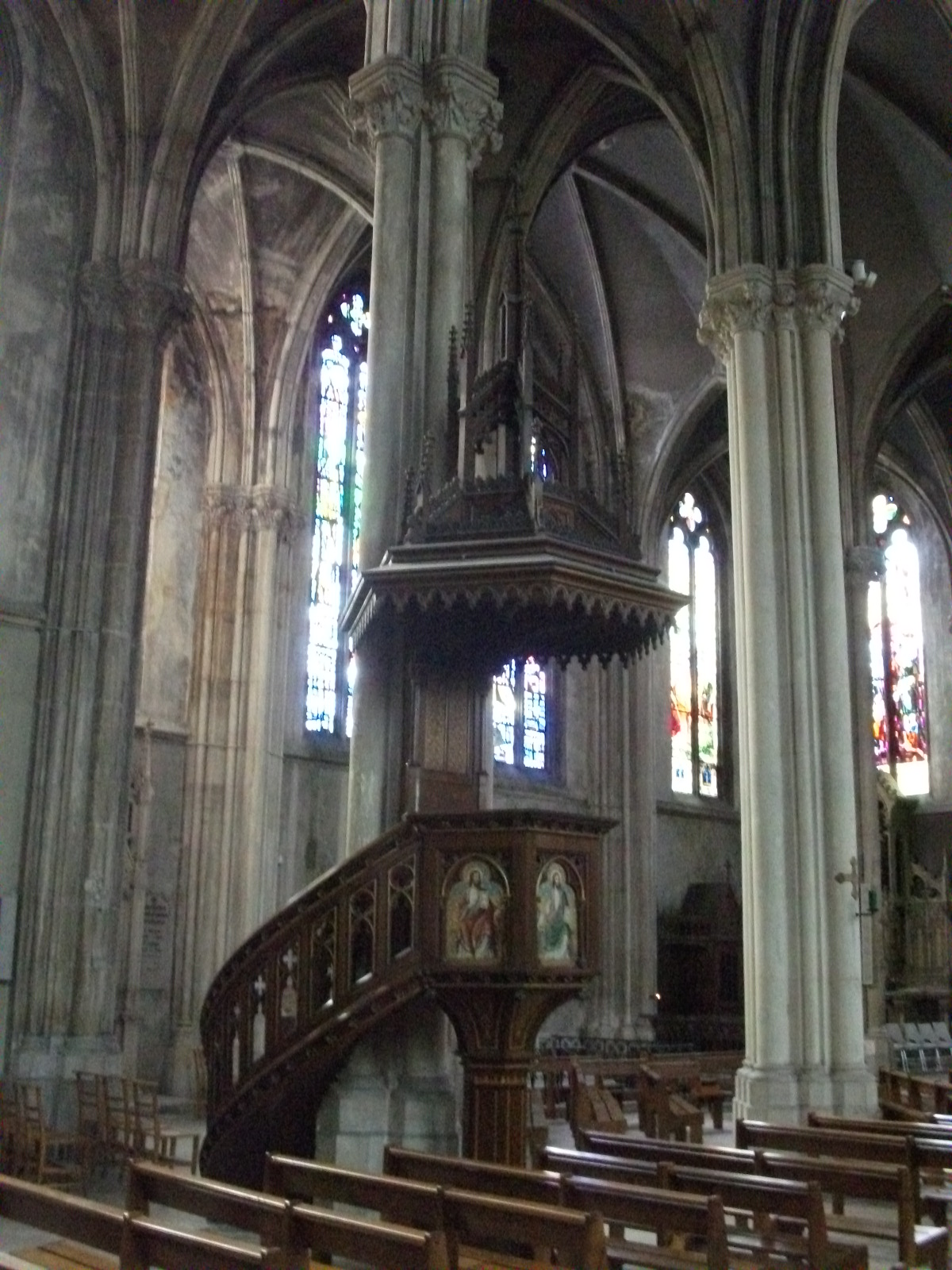
Ambona
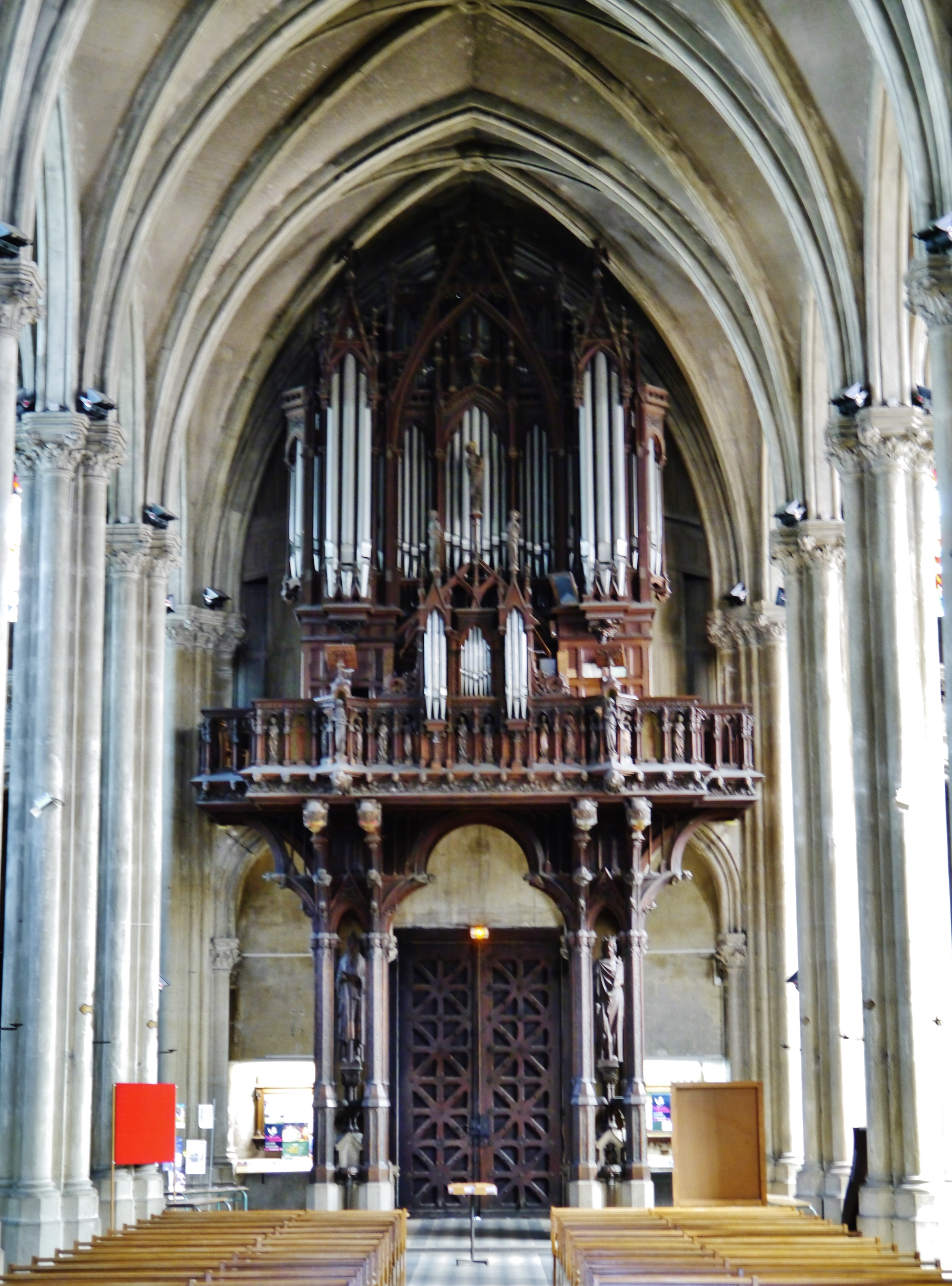
Organy główne